# 121. п. н. е.

## Догађаји
- Римски сенат се оштро противи настојањима трибуна Гаја Граха да спроведе радикалне реформе, и доноси senatus consultum ultimum. Ту меру конзул Луције Опимије тумачи као примање неограничених овлашћења у сврху очувања републиканског поретка. Након што је прикупио наоружане сенаторе и њихове присталице креће да се супротстави Граху. Унутар самог Рима долази до оружаног сукоба у коме Опимије побеђује, а Грах и многе његове присталице су убијени.

## Смрти
- Гај Семпроније Грах, римски народни трибун (р. 154. п. н. е.)